# Kuźnicza Góra (Masyw Śnieżnika)
Kuźnicza Góra (541 m n.p.m.) – wzniesienie w południowo-zachodniej Polsce w Sudetach Wschodnich, w Masywie Śnieżnika – Krowiarkach.

## Położenie
Wzniesienie, położone w Sudetach Wschodnich, w północno-wschodniej części Masywu Śnieżnika, w grzbiecie Krowiarek odchodzącym ku północnemu wschodowi od Przełęczy Puchaczówka. Leży w grzbiecie Krowiarek ciągnącym się od Chłopka ku północnemu wschodowi, poprzez Kuźnicze Góry po Siedlicę i Dzielec. Jest pierwszym, od północnego wschodu, wzniesieniem Kuźniczych Gór. Od południowego wschodu, wschodu i północnego wschodu ciągnie się dolina Białej Lądeckiej, oddzielająca je od Gór Złotych. Doliną biegnie linia kolejowa i droga ze Stronia Śląskiego do Kłodzka.

## Budowa geologiczna
Wzniesienie zbudowane ze skał metamorficznych, głównie gnejsów, należących do metamorfiku Lądka i Śnieżnika.

## Roślinność
Wzniesienie porasta las mieszany regla dolnego z łąkami i polami uprawnymi poniżej.